# Gavrilov-Jam
Gavrilov-Jam (traslitterata anche come Gavrilov-Yam) è una città della Russia europea centrale (Oblast' di Jaroslavl'), che sorge lungo il corso del fiume Kotorosl', 46 chilometri a sud del capoluogo Jaroslavl'; è il capoluogo del distretto omonimo.
Fondata nel 1545 da servi del monastero della Trinità di San Sergio, ottenne status di città nel 1938.

## Società

### Evoluzione demografica
Fonte: mojgorod.ru
- 1939: 18.600
- 1970: 20.800
- 1989: 21.400
- 2002: 19.105
- 2006: 18.600